# Gideon Schüler

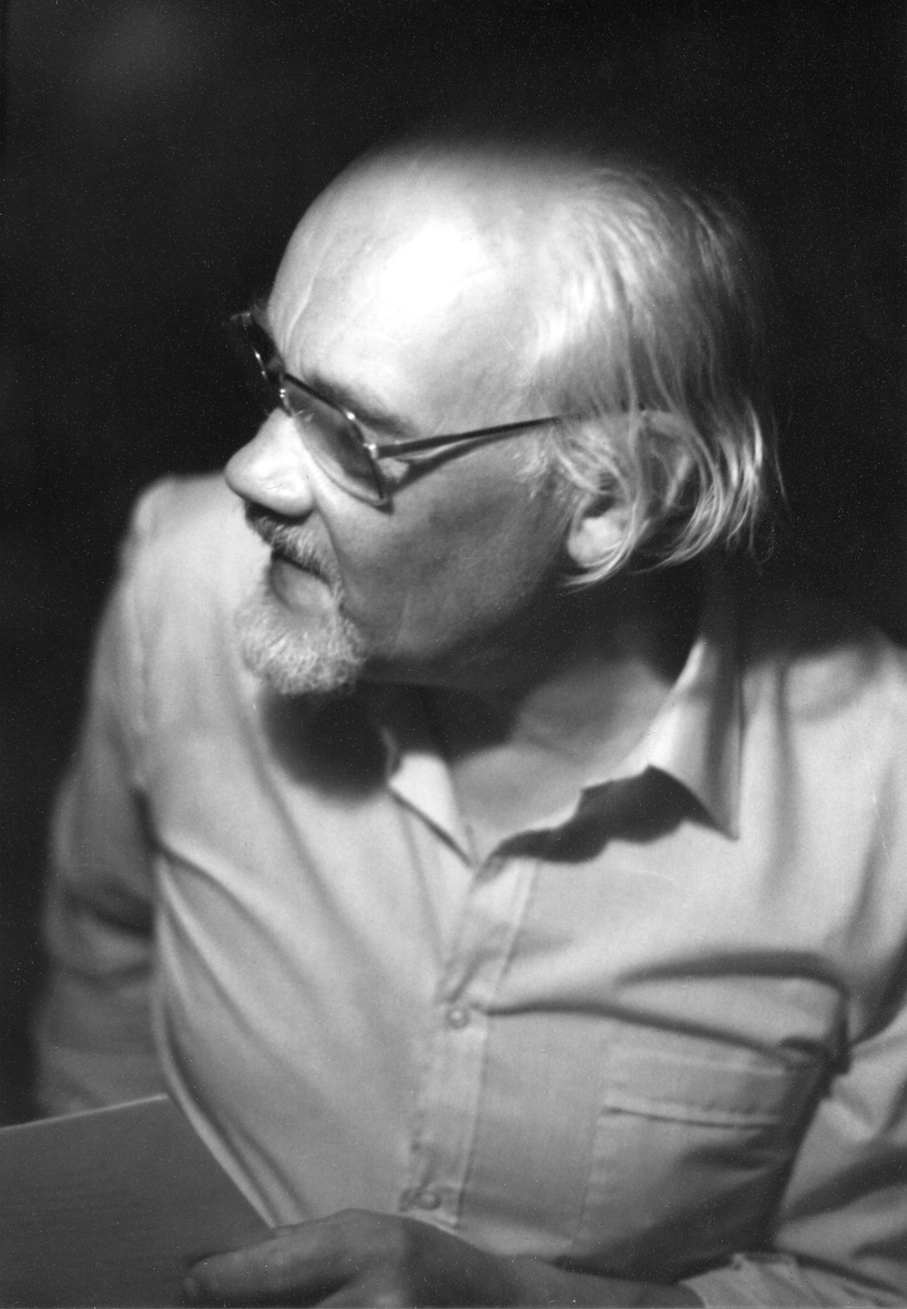
Gideon Schüler, 1990

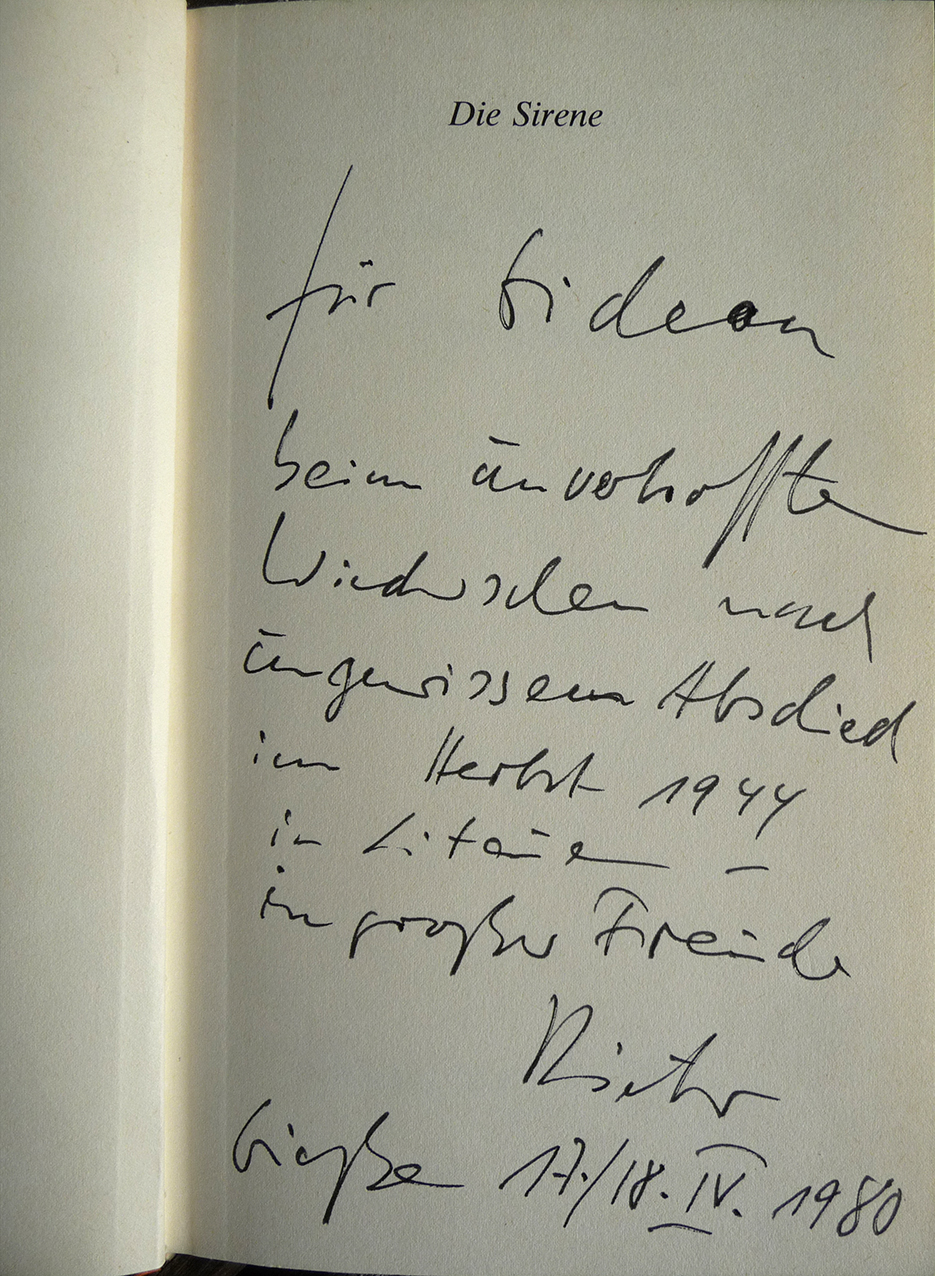
Widmung von Dieter Wellershoff an Gideon Schüler in seinem Roman "Die Sirene"

Gideon Schüler (* 7. Februar 1925 in Eschwege; † 11. Februar 2017 in Friedberg) war ein deutscher Buchhändler, Verleger, Galerist und Lyriker.

## Leben
Die Eltern Gideon Schülers waren der Bankangestellte Hans Schüler (* 1891 in Heckershausen; † 1969 in Marburg) und Hedwig Müller (* 1898 in Barberton (Südafrika); † 1985 in Marburg). 1926 zog die Familie nach Marburg. Seinen Schulbesuch beendete Gideon Schüler 1942 mit der Mittleren Reife. Gegen Ende desselben Jahres wurde er in die Armee zur Division Hermann Göring eingezogen und als Soldat in Litauen eingesetzt. Dort befreundete er sich mit dem späteren Schriftsteller Dieter Wellershoff. 1945 floh Schüler an der Demarkationslinie Oderbruch bis Berlin und geriet in amerikanische Kriegsgefangenschaft. Nach Auslieferung an die Engländer wurde er Ende 1945 aus der Gefangenschaft entlassen.
Von 1945 bis 1947 machte Schüler eine Buchhändlerlehre bei Otto Roppel in Marburg. Ab 1948 wurde er Buchhandlungsgehilfe bei Waldemar Kirstein in Arolsen. 1950 wechselte Schüler beruflich in den Tabakhandel als Reisevertreter für die Gebrüder Heinrich Schirmer und für August Neuhaus in Schwetzingen. In München lernte er in den fünfziger Jahren die Malerin Bele Bachem kennen, die ihm erste Autorenkontakte vermittelte. Ab 1956 war Schüler Lektor im Gießener Walltor-Verlag, in dem er mit der Illustratorin Flora Klee-Palyi Bücher in kleinen Auflagen gestaltete. 1960 übernahm er die 1832 von Joseph Ricker gegründete J. Ricker’sche Universitäts-Buchhandlung in Gießen.
1962 heiratete Schüler die Malerin Renate Lamert (* 1939 in Niesky; † 2006 in Dortmund). Ein Jahr später wurde der Sohn Jan geboren, 1964 die Tochter Saskia. Ab 1969 wurde Schüler Gesellschafter im Anabas-Verlag. 1969 gründete er die Galerie im Hof, die er bis 1974 leitete. Dort wurden Künstler wie Dieter Asmus, Klaus Staeck, Benno Walldorf, Gerd Winner, Peter Sorge, Maina-Miriam Munsky, Ernst Fuchs, Arnulf Rainer, Peter Tuma, Alfred Hrdlicka oder Natascha Ungeheuer gezeigt. In der Buchhandlung veranstaltete er Autorenlesungen, u. a. mit Martin Walser, Dieter Wellershoff, Thomas Roth, Horst-Eberhard Richter, Hans Keilson, Harry Oberländer, Inge Müller, Hans Mayer, Egon Bahr, Karl Krolow, Klaus Wagenbach, Paul Nizon, Rolf Hochhuth, Adolf Muschg, Ulrich Enzensberger und Walter Jens.
Ende der siebziger Jahre wurde Schüler Gesellschafter im Focus Verlag Gießen. 1986 gründete er eine eigene Buchreihe, die Edition Literarischer Salon, die zuerst im Focus Verlag erschien und später von ihm als eigenständiger Verlag weiter geführt wurde. In der Edition veröffentlichte er in kleinen Auflagen Lyrik von Emigranten oder Texte, die sich mit der Zeit des Nationalsozialismus auseinandersetzten. Freundschaftlich verbunden war Schüler besonders Hans Keilson, dessen Gedichtband Sprachwurzellos er zwischen 1986 und 1998 in fünf Auflagen herausgab. 1995 veröffentlichte er den eigenen Gedichtband Stehen(d) bleiben, Sisyphos. Schülers Gedichte erschienen auch in der Zeitschrift Die Horen. 2005 verkaufte Schüler die Buchhandlung und stellte die Verlagstätigkeit ein.

## Publikationen

### Erste Veröffentlichungen
- Willem Enzinck: Aus vielen Herbsten. Gedichte. Mit Linolschnitten von Margarethe Krieger. S. Gideon Verlag, Gießen 1960.
- Anna Maria Achenrainer: Der grüne Kristall. Gedichte. Mit Linolschnitten von Margarethe Krieger. S. Gideon Verlag, Gießen 1960.
- Heinrich Bitsch: Entsiegelte Zeit. Gedichte. Illustrationen von Ernst Barlach. S. Gideon Verlag, Gießen 1960.
- Willem Brandt: Wilde Pfade nah und weit. Mit Linolschnitten von Renate Schüler. Verlag Gideon Schüler, Gießen 1962.
- Gerd Winner: Verwandlungen. Kassette mit 12 signierten Original-Radierungen. Verlag Gideon Schüler-Reliance Presse, Gießen 1962.
- Informationen und Auswahl aus dem Grafikangebot. Edition der Galerie im Hof, Gideon Schüler, Gießen 1972.
- Jürgen Klien: Acrylbilder-Siebdrucke. Edition der Galerie im Hof, Gideon Schüler, Gießen 1972.
- Peter Weimar: Klinische Collagen. Gedichte und Bilder, mit Grafiken von Hague Dienst. Edition der Galerie im Hof, Gießen 1974.

### „Edition Literarischer Salon“
- Hans Keilson: Sprachwurzellos. Gedichte. 1. Auflage, Edition Literarischer Salon, Gießen 1986.
  - Hans Keilson: Sprachwurzellos. 2. erweiterte Auflage, Edition Literarischer Salon, Gießen 1988.
  - Hans Keilson: Sprachwurzellos. 3. erweiterte Auflage, Edition Literarischer Salon, Gießen 1989.
  - Hans Keilson: Sprachwurzellos. 4. Auflage, Edition Literarischer Salon, Gießen 1993.
  - Hans Keilson: Sprachwurzellos. 5. Auflage, Edition Literarischer Salon, Gießen 1998.
- Hans Joachim Leidel: Zuweilen ein Vers, eine Formel… Gedichte aus den Jahren 1945–1962. Edition Literarischer Salon, Gießen 1986.
- Siegfried Einstein: Wer wird in diesem Jahr den Schofar blasen? Essays, Gedichte, Aufsätze und Reden. Edition Literarischer Salon im Focus Verlag, Gießen 1987.
- Peter Kurzeck: Kommt kein Zirkus ins Dorf? Hörspiel. Edition Literarischer Salon im Focus Verlag, Gießen 1987.
- Ruth Selke-Eissler: Gezeiten. Gedichte. Edition Literarischer Salon im Focus Verlag, Gießen 1987.
- Harry Oberländer: Garten Eden, Achterbahn. Gedichte. Edition Literarischer Salon im Focus Verlag, Gießen 1988.
- Angelica Seithe: Wenn die Treppen aus den Fenstern steigen. Gedichte. 1. Auflage, Edition Literarischer Salon im Focus Verlag, Gießen 1988.
  - Angelica Seithe: Wenn die Treppen aus den Fenstern steigen. Gedichte, 2. erw. Auflage, Edition Literarischer Salon, Gießen 1990.
- Wolfgang Rohner-Radegast: Geflüster-Wald. Gedichte. Edition Literarischer Salon im Focus Verlag, Gießen 1988.
- Rudolph Bauer: Ätze terra. Literarische Texte. Edition Literarischer Salon im Focus Verlag, Gießen 1989.
- Gideon Schüler (Hrsg.): Zwischen Unruhe und Ordnung. Ein Deutsches Lesebuch von 1925–1960 am Beispiel einer Region: Mittelhessen. Edition Literarischer Salon im Focus Verlag, Gießen 1989.
- Karl Riha: Kitty in der Killerfalle. Gomringer / Fortsetzungskrimi und andere Prosa. J. Ricker’sche Universitäts-Buchhandlung, Edition Literarischer Salon, Gießen 1990.
- Markus Bernhard, Karola Grimm, Claudia Mörschel u. a.: Eigenheiten. Gedichte und Radierungen. Edition Literarischer Salon im Focus Verlag, Gießen 1990.
- Roderich Feldes: Der Wal oder Mama, hörst du mich noch? Edition Literarischer Salon, Gießen 1991.
- Ingrid Hahnfeld: Als sängen Vögel unter Glas. Sonette und Gedichte. Edition Literarischer Salon, Gießen 1991.
- Inge Müller: „Ich bin eh ich war.“ Gedichte. Blanche Kommerell im Gespräch mit Heiner Müller. Versuch einer Annäherung. Edition Literarischer Salon, Gießen 1992.
- Walter Liggesmeyer: mein Kind trägt Locken. Gedichte und Bilder eines Deutschen nach dem Besuch des Konzentrationslagers Auschwitz. Edition Literarischer Salon, Gießen 1992.
- Hans Keilson: Einer Träumenden. Ein Poem. Sonderdruck, Edition Literarischer Salon, Gießen 1992.
  - Hans Keilson: Einer Träumenden. Ein Poem. 2. Auflage, Edition Literarischer Salon, Gießen 1998.
- Max Kommerell: Spurensuche. Herausgegeben von Blanche Kommerell. Edition Literarischer Salon, Gießen 1993.
- Klaus Mampell: Dictionnaire satirique. Von Abfall bis Zivilisation. Die Hinterfragung der Begriffe neu gedeutet und zusammengestellt. Ein vergnügliches Lexikon. Edition Literarischer Salon, Gießen 1993.
- Roderich Feldes: Wetterfest. Gedichte aus 30 Jahren. Edition Literarischer Salon, Gießen 1993.
- Gideon Schüler (Hrsg.): Zungenschnalzen. Ein Lesebuch. Edition Literarischer Salon, Gießen 1995.
- Gideon Schüler (Hrsg.): Stehen(d) bleiben, Sisyphos. Gedichte. Mit vier Zeichnungen von Jan Schüler. Edition Literarischer Salon, Gießen 1995.
- Dieter P. Meier-Lenz: Die Schönheit einer Fledermaus. Gedichte. J. Ricker’sche Universitäts-Buchhandlung, Edition Literarischer Salon, Gießen 1996.
- Ute George, Christine Haug, Rainer Kah: Die andere Perspektive. Ein historischer Rückblick auf Gießen im 20. Jahrhundert. Edition Literarischer Salon, Gießen 1997.
- Jan Schüler. Förderpreis für Bildende Kunst der Landeshauptstadt Düsseldorf 1996. J. Ricker’sche Universitäts-Buchhandlung, Reihe Edition Literarischer Salon, Gießen 1997.
- Thomas J. Hauck: Die Wolken berühren. Szenen und Stücke mit Zeichnungen von Andreas M. Reiberg, J. Ricker’sche Universitäts-Buchhandlung, Edition Literarischer Salon, Gießen 1997.
- Hans Keilson: Wohin die Sprache nicht reicht. Essays – Vorträge – Aufsätze 1936–1996. J. Ricker’sche Universitätsbuchhandlung, Edition Literarischer Salon, Gießen 1998.
- Dieter P. Meier-Lenz: Frau Luna liebt den Mann im Mond. Gedichte. Edition Literarischer Salon, Gießen 1998.
- Hans Keilson: Zerstörung und Erinnerung. Zum 90. Geburtstag des Autors. J. Ricker’sche Universitäts-Buchhandlung, Edition Literarischer Salon, Gießen 1999.
- Blanche Kommerell: Gib mir Deinen Atem, wenn der Wind weht. Gedichte. Edition Literarischer Salon, Gießen 1999.
- Dieter P. Meier-Lenz: Der Sonntagsmörder. Gedichte und Prosa. Edition Literarischer Salon, Gießen 2000.
- Walter Liggesmeyer: Erzähl mir von Libellen. Gedichte. J. Ricker’sche Universitäts-Buchhandlung, Edition Literarischer Salon, Gießen 2000.
- Dieter P. Meier-Lenz: Meine Waffe ist ein Sonnenuntergang. Gedichte. J. Ricker’sche Universitäts-Buchhandlung, Edition Literarischer Salon, Gießen 2002.
- Walter Liggesmeyer: Im Fadenkreuz der schwarzen Sonne. Ein Bericht. J. Ricker’sche Universitäts-Buchhandlung, Edition Literarischer Salon, Gießen 2003.
- Hans Keilson: Sieben Sterne. Reden, Gedichte und eine Geschichte. J. Ricker’sche Universitäts-Buchhandlung, Edition Literarischer Salon, Gießen 2003.
- Blanche Kommerell: atem los/stille halten. Gedichte. J. Ricker’sche Universitäts-Buchhandlung, Edition Literarischer Salon, Gießen 2003
- Dieter P. Meier-Lenz: Die Zeitlupe des Salamanders. Gedichte. J. Ricker’sche Universitäts-Buchhandlung, Edition Literarischer Salon, Gießen 2004